# Contraforte
Le contraforte (en allemand : Kontraforte) est un instrument à vent à anche double, dont la tessiture est similaire à celle du contrebasson, inventé et fabriqué par Benedikt Eppelsheim et Guntram Wolf (de). Il est destiné à améliorer la dynamique et l'intonation par rapport à la sonorité spécifique mais parfois instable du contrebasson conventionnel. Le contraforte utilise une perce différente et plus large que celle du contrebasson pour produire une sonorité distincte ; le son est plus uniforme en termes de force et d'intonation d'un registre à l'autre, et reste assez puissant dans le registre aigu, contrairement au contrebasson. Il n'a pas non plus le "cliquetis" distinctif du contrebasson, bien qu'une fabrication appropriée des anches puisse reproduire cet effet lorsque cela est souhaité.
Wolf et Eppelsheim ont développé une perce précise et des clés précises afin de simplifier les doigtés malgré la grande taille de l'instrument.
En octobre 2010, Lewis Lipnick, contrebasson du National Symphony Orchestra à Washington, DC, l'a joué lors d'une interprétation de la Symphonie no 9 de Beethoven. Selon Lipnick, les autres membres de l'orchestre, qui avaient l'habitude de plaisanter sur le son de son vieux contrebasson, ont loué le son du contraforte. En tant que soliste de l'Orchestre philharmonique d'Helsinki en février 2012, Lipnick a également interprété le Concerto pour contrebasson de Kalevi Aho sur le contraforte, et en tant qu'instrument solo, il s'est avéré supérieur au contrebasson traditionnel, en raison de sa très large dynamique et de son intonation claire et ciblée selon l'analyse du soliste. En septembre 2021, la première du poème symphonique concertant pour violon, contraforte et orchestre de Georg Friedrich Haas a été créée lors du Festival Beethoven (de) annuelle à Bonn. La partie de contreforte a été jouée par Lorelei Dowling, membre du Klangforum Wien, qui mène sa recherche artistique à l'Université de musique et des arts du spectacle de Graz (en) sur la question "Comment le contraforte peut-il être exploité dans la palette de couleurs de l'écriture d'ensemble du 21e siècle ?".

## Caractéristiques techniques
Le contreforte présente de nombreux aspects techniques qui n'ont pas été associés à des instruments comme le basson et le contrebasson.
1. La tessiture du contreforte va de la-1 à sol4.
2. Les grands trous d'harmonie permettent une réponse libre et une gamme dynamique très étendue.
3. Les vis pivotantes sont logées dans des manchons synthétiques pour une action silencieuse sur les clés, et les tiges de poussée facilitent l'action sur les clés avec une faible friction.
4. Le mécanisme de demi-trou permet d'obtenir une octave propre et silencieuse pour le fa♯3 et le sol3.  Il y a également des clés d'octave automatiques bien construites pour les notes s'étendant de la3 à fa4.

## Œuvres (Sélection)
Outre le répertoire existant pour contrebasson, quelques compositeurs  consacrent des œuvres au contraforte :
- Georg Friedrich Haas, "Ich suchte, aber ich fand ihn nicht." (2011) pour ensemble.  Universal Edition.
- Walter Feldmann, MALA (2009 -2017) pour lupophone et contraforte. Éditions Marta, nº Mus 3.1, dédicace : für Martin Bliggenstorfer und Élise Jacoberger[7].
- Alberto Posadas, Poética del espacio (2018), cycle pour ensemble et œuvre électronique. Éditeur : Durand, nº DF 16580.

### Images
- « Contraforte, pictured with a B flat Tubax », sur geocities.com (consulté le 26 octobre 2009).